# Grundschule Aufkirchen
Die Grundschule Aufkirchen ist eine Grundschule im Ortsteil Aufkirchen der Gemeinde Egenhofen im Nordwesten des Landkreises Fürstenfeldbruck.

## Geschichte

### Schule des Klosters Fürstenfeld
Die Schulgeschichte Aufkirchens geht zurück bis ins 16. Jahrhundert; bereits vor 1560 gab es im Ort eine Klosterpfarrschule des Klosters Fürstenfeld im Bistum Freising mit eigenem Schulmeister, die um 1800 vermutlich aber einging. Unterrichtet wurden in der Dorfschule Elementarkenntnisse in Deutsch und partiell auch in Latein. Mit der Säkularisation in Bayern wurde auch 1803 der Besitz des Klosters Fürstenfeld vom Staat eingezogen.

### Nach der Enteignung der Klöster
1820 und 1832 ist die kirchliche Schule in Aufkirchen an der Maisach wieder nachgewiesen. Bis 1832 war in Aufkirchen der im selben Jahr verstorbene Johann Anton Höger († 1832) Kammerer und Pfarrer. Er bestimmte per letztem Willen eine beträchtliche Hinterlassenschaft dem zukünftigen Lyceum zu Freising als Haupterben sowie ein Vermächtnis in Höhe von 3.000 fl. zur Errichtung eines Freiplatzes im Knabenseminar Freising. Der mit der Pfarrerstelle im Ort meist verbundene Aufgabenbereich als Distriktsschulinspektor wurde im September 1832 dem bislang in Pellheim, Landgericht Dachau, tätigen Pfarrer Joseph Joß übertragen. Johann Evangelist Fesenmair (1826–1904), später königlicher Hofrat und Rektor des Münchner Ludwigsgymnasiums von 1891 bis 1898, besuchte in Aufkirchen die Volksschule, bevor er an das Münchner Wilhelmsgymnasium wechselte, wo er 1846 das Abitur bestand. Am 8. Februar 1846 trat der 1817 in Pfaffenhofen geborene Pfarrer Johann Nepomuk Sittler auf der Stelle als Leiter der Pfarrschule, Messner und Organist an, seine erste definitive Anstellung. Er war zumindest 1851 nicht gleichzeitig Distriktsschulinspektor. Diese Funktion wurde Ende 1848 Ferdinand Atzinger (1801–1857) übertragen, der Pfarrer in Malching war. Die Aufkirchner Schule gehörte zum Schuldistrikt „Bruck II“, dem 1853 insgesamt zwölf Schulen zugeordnet waren, hierzu gehörten außer Aufkirchen, gleichzeitig Sitz des Distriktschulinspektors, die Schulen in Maisach, Überacker, Rottbach, Ebertshausen, Egenhofen, Günzelhofen, Hattenhofen, Emmering, Olching, Mammendorf und Bruck.
1860 wurde dem in Aufkirchen zuvor bereits tätigen Pfarrer, Dekan und Hofrat Joseph Steppberger (1805–1868; Priesterweihe 1830; Investitur 1851) in Aufkirchen die Funktion des königlichen Distriktsschulinspektors für den Distrikt „Bruck II“ übertragen. Im gleichen Jahr wurde die Schul-, Organisten- und Messnerstelle in Aufkirchen an den zuvor in Kollbach tätigen Schullehrer Karl Haberl verliehen.

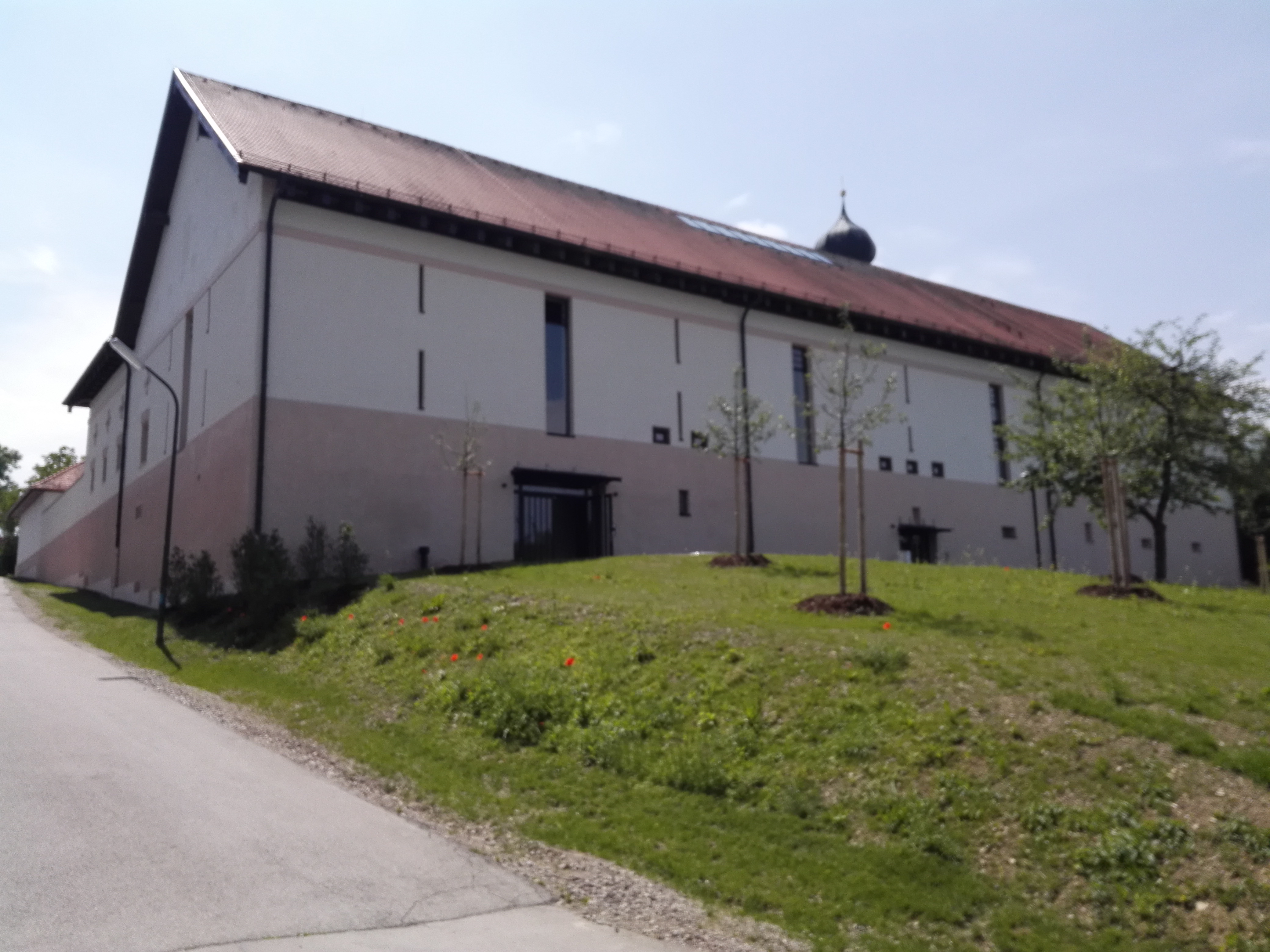
Ehemaliger Pfarrstadel der Pfarrei St. Georg, der früher als Schulgebäude diente

1874 wurde die zu dieser Zeit mit einem Lehrer besetzte Schule von 96 Werktags- und 37 Feiertagsschüler besucht. Zu dieser Zeit waren es bereits 16 Schulen im Schuldistrikt „Bruck II“; hinzugekommen waren die Schulen in Esting, Malching, Puch und eine Mädchenschule in Bruck. Zum Einzugsbereich der Schule gehörten 1875 außer Aufkirchen selbst die Ortschaften Englertshofen, Geisenhofen, Holzmühl, Pischertshofen, Rammertshofen und Waltershofen. Mitte 1875 wurde die Stelle des Schulleiters dem zuvor in Altötting tätigen Pfarrer und Lehrer Max Firnkäs übertragen. 1877 wurde der freiresignierte Pfarrer, Kammerer und Distriktsschulinspektor Johann Baptist Nobel von Aufkirchen in die Pfarrei Bruck versetzt.
Lange Zeit wurde als Schulhaus ein nach jüngsten Schätzungen um 1834 (Dachstuhl bezeichnet 1879) errichteter Dreiseithof genutzt, der bis 1902 als Pfarrstadel dem wirtschaftlichen Unterhalt der Pfarrer und nach der Nutzung als Schulhaus im Zweiten Weltkrieg als Luftschutzbunker diente. Er fand bereits ab 1902 keine Verwendung mehr als Wirtschaftsgebäude in der Pfarrei. Der Abbruch des danach verfallenen Baus wurde gestoppt und das dann unter Denkmalschutz gestellte Gebäude von 1991 bis 1993 zur Unterbringung eines Kindergartens im Westflügel saniert. Nach einer weiteren Sanierung des restlichen Gebäudeteils von Mai 2015 bis Ende 2017 dient dieser dem Pfarrverband Glonnauer Land im Dekanat Fürstenfeldbruck als Pfarrheim.
Bekannt aus der Zeit des Nationalsozialismus ist, dass der aus Oberfranken stammende und seit 1924 als Hauptlehrer an der Volksschule in Aufkirchen tätige Lehrer Georg Gruber (1889–1987) im Jahr 1936 an die Knabenschule in Fürstenfeldbruck wechselte, wo er die Stelle als stellvertretender und 1941 dann als Rektor bekam. Mitte 1937 bekannte sich der Kreis Fürstenfeldbruck zur deutschen Volksschule.

### Entwicklung nach dem Zweiten Weltkrieg

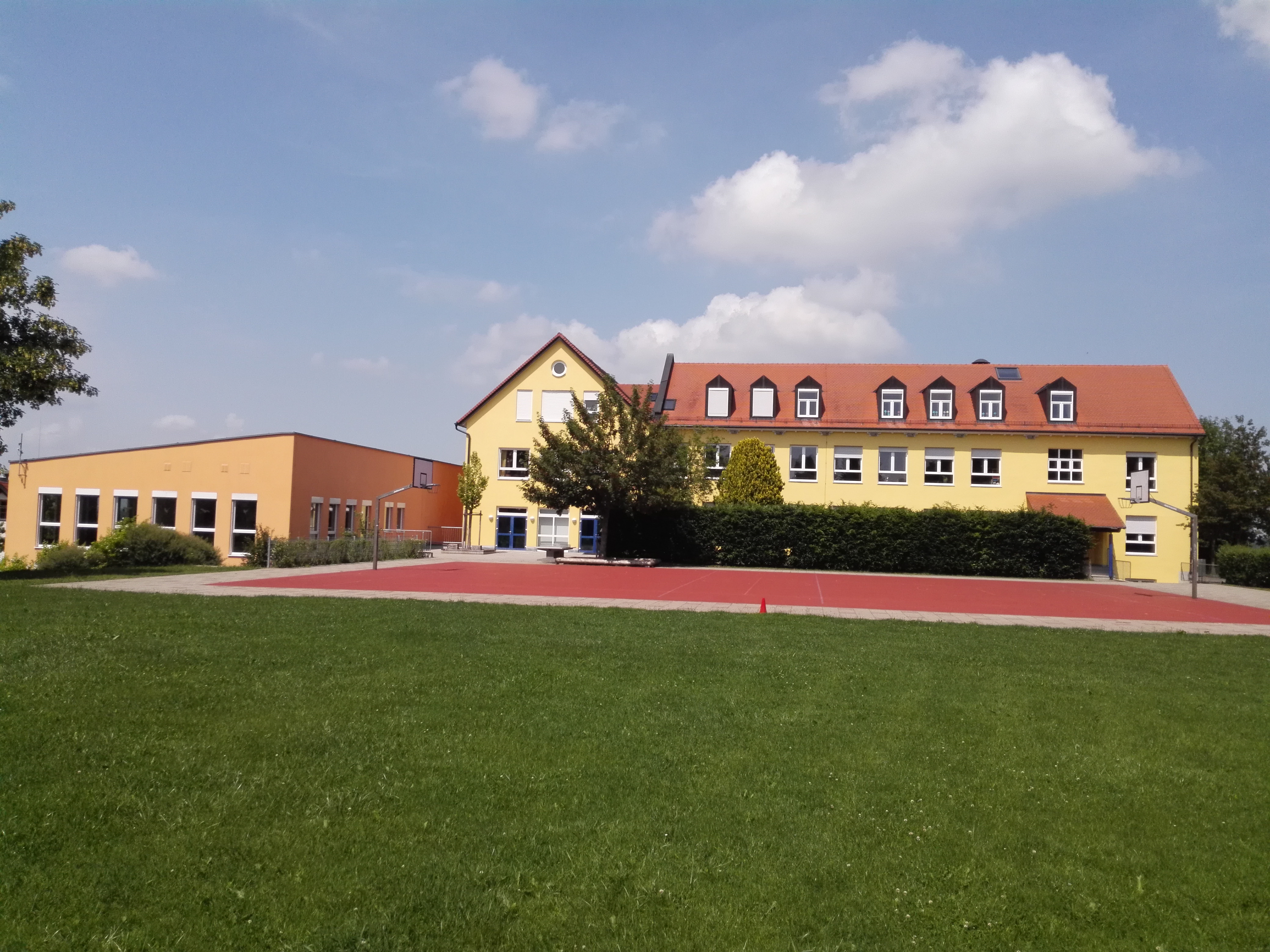
Schulhaus von Osten gesehen

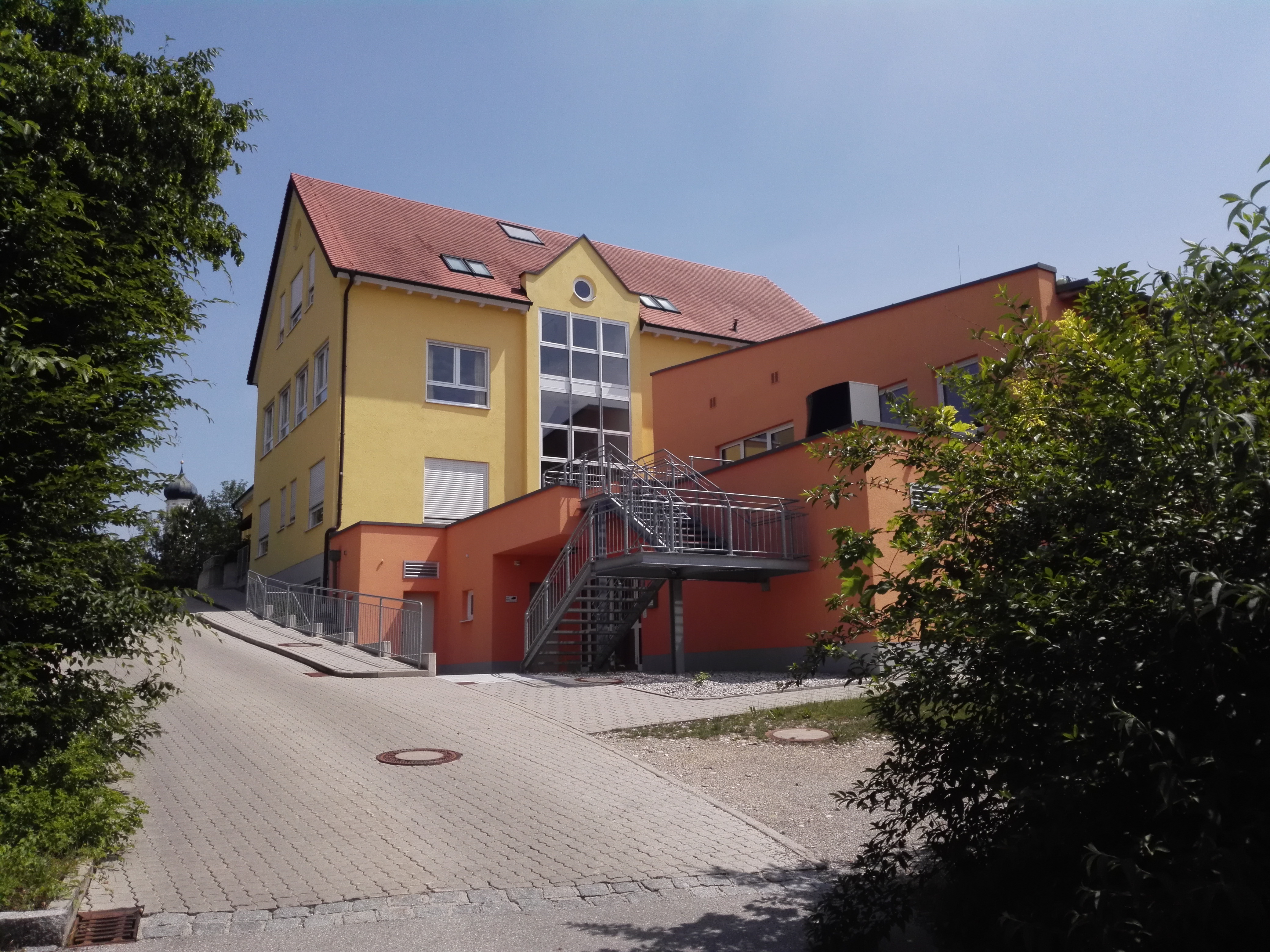
Südlicher Erweiterungsbau (apricotfarben)

Die Ausschreibung des Volksschulsverbands Aufkirchen für den Bau eines neuen Schulgebäudes für eine Volksschule mit 16 Klassen erfolgte 1969.
Schulpartnerschaften bestehen seit 2003 zu verschiedenen Schulen in Togo (Westafrika).
Seit 2012 wird die ehemalige Volksschule Aufkirchen, an der schon zuvor nur noch Schüler der Jahrgangsstufen 1 bis 4 unterrichtet wurden, als Grundschule Aufkirchen fortgeführt. Die Hauptschule, jetzt Mittelschule, des früheren Schulverbands Maisach-Egenhofen (jetzt Schulverband Maisach) befindet sich in Maisach.
Die Grundschule Aufkirchen wird von der Gemeinde Egenhofen getragen und liegt im Schulaufsichtsbereich des staatlichen Schulamts Fürstenfeldbruck. 155 Schüler wurden im Schuljahr 2023/2024 von acht Lehrern unterrichtet. Der Sprengel der Grundschule Aufkirchen umfasst das Gebiet der Gemeinde Egenhofen. Hauptsächlich kommen Schüler aus den Orten um Egenhofen, Unterschweinbach, Wenigmünchen und Aufkirchen an die Schule. 2012 wurden für die Erweiterung des Schulgebäudes für eine Mittagsbetreuung 250.000 € bewilligt. 2016 erfolgten umfassende Brandschutz- und Renovierungsarbeiten.
Rektor der Schule ist seit September 2017 Dieter Werner, der zuvor in Fürstenfeldbruck an der Richard-Higgins-Grundschule als Konrektor unterrichtete. Werner, dessen beide Kinder selbst früher die Grundschule besucht hatten, löste Anna-Maria Neider ab, die in den Ruhestand versetzt wurde.
Die meisten Klassenzimmer sind mit Computern ausgestattet. Eingesetzt wird in den 3. und 4. Klassen das web-basierte Programm zur Leseförderung Antolin. Im zweiten Stock befindet sich ein Medienraum, unter anderem mit Computern zur Bearbeitung von Lernprogrammen.

## Lage
Die Adresse der Schule ist die Hausnummer 8 der nach der Lehreinrichtung benannten Schulstraße in der Gemeinde Egenhofen. Die Schule ist durch die MVV-Regionalbusverkehrsbuslinien 871 und 874 angebunden, einen eigenen Schulbus gibt es nicht.

## Förderverein
Die Schule hat einen eigenen Förderverein (FöV), der Schulprojekte unterstützt und Neuanschaffungen finanziert (Pausenspiele, Bühnentechnik etc.).